# Uxantis illota
Uxantis illota är en insektsart som beskrevs av Melichar 1902. Uxantis illota ingår i släktet Uxantis och familjen Flatidae. Inga underarter finns listade i Catalogue of Life.